# Остгофен
Остгофен (нім. Osthofen) — місто в Німеччині, розташоване в землі Рейнланд-Пфальц. Входить до складу району Альцай-Вормс. Складова частина об'єднання громад Воннегау.
Площа — 27,11 км2. Населення становить 9569 ос. (станом на 31 грудня 2020).